# Leon Krajewski (major)
Leon Krajewski (ur. 25 października 1890 w Witebsku, zm. 28 lutego 1959) – major piechoty Wojska Polskiego.

## Życiorys
Urodził się 6 listopada 1890 w Witebsku, w rodzinie Józefa Maksymiliana, urzędnika notarialnego, i Zofii z Brzozowskich. Do Wojska Polskiego został przyjęty z byłych Korpusów Wschodnich i byłej armii rosyjskiej. 3 maja 1922 został zweryfikowany w stopniu kapitana ze starszeństwem z dniem 1 czerwca 1919 w korpusie oficerów piechoty. W 1923, 1924 był przydzielony do 28 pułku piechoty w Łodzi. W maju 1925 został przydzielony do Powiatowej Komendy Uzupełnień Łódź Miasto na stanowisko oficera instrukcyjnego.
W 1928 jako oficer 62 pułku piechoty był przydzielony do 15 Wielkopolskiej Dywizji Piechoty w Bydgoszczy. Został awansowany do stopnia majora piechoty ze starszeństwem z dniem 1 stycznia 1930. 31 marca 1930 został przeniesiony do 2 Pułku Strzelców Podhalańskich w Sanoku na stanowisko kwatermistrza. W marcu 1932 został przesunięty na stanowisko dowódcy batalionu. Z dniem 20 września 1933 został przeniesiony do Powiatowej Komendy Uzupełnień Krzemieniec na stanowisko komendanta. Z dniem 31 grudnia 1938 został przeniesiony w stan spoczynku. 1 stycznia 1939 został zatrudniony w Liceum Krzemienieckim, w charakterze urzędnika kontraktowego działu gospodarczego.
22 marca 1940 został deportowany w głąb ZSRR. Później został oficerem Polskich Sił Zbrojnych na Zachodzie i służył w 2 Korpusie. Był zastępcą komendanta uzupełnień wojska nr 3.
Zmarł 28 lutego 1959 w Polsce.

## Ordery i odznaczenia
- Krzyż Walecznych
- Złoty Krzyż Zasługi – 11 listopada 1938 „za całokształt zasług w służbie wojskowej”[16]
- Srebrny Krzyż Zasługi – 10 listopada 1928[17]